# Solanum esuriale
Solanum esuriale är en potatisväxtart som beskrevs av John Lindley. Solanum esuriale ingår i släktet skattor som ingår i familjen potatisväxter. Inga underarter finns listade i Catalogue of Life.